# Епізоди телесеріалу «Комісар Рекс» (восьмий сезон)
| №  | Оригінальна назва          | Українська назва            | Дата показу       |
| -- | -------------------------- | --------------------------- | ----------------- |
| 1  | Polizisten küsst man nicht | Поліцейські не цілуються    | 9 жовтня 2002     |
| 2  | Tricks an der Theke        | Виверти за стійкою          | 16 жовтня 2002    |
| 3  | Senkrecht in den Tod       | Вертикальна смерть          | 23 жовтня 2002    |
| 4  | Ein Zeuge auf vier Pfoten  | Свідок з чотирма лапами     | 30 жовтня 2002    |
| 5  | Wenn Kinder sterben wollen | Коли діти хочуть померти    | 6 листопада 2002  |
| 6  | Bis zur letzten Kugel      | До останньої кулі           | 13 листопада 2002 |
| 7  | Die Taten der Toten        | Гріхи мерців                | 20 листопада 2002 |
| 8  | Einer stirbt immer         | Завжди помирає один         | 27 листопада 2002 |
| 9  | Blond, hübsch, tot         | Білявка, красуня, небіжчиця | 4 грудня 2002     |
| 10 | Happy Birthday             | З днем народження!          | 11 грудня 2002    |
| 11 | Verliebt in einen Mörder   | Любити вбивцю               | 18 грудня 2002    |
| 12 | Berühmt um jeden Preis     | Слава за будь-яку ціну      | 8 січня 2003      |
| 13 | Der Fluch der Mumie        | Прокляття мумії             | 15 січня 2003     |

## Поліцейські не цілуються
Ніккі Герцог влаштувалася на нову роботу, а ще познайомилася з чудовим хлопцем - здається, її життя налагоджується. Яке ж було здивування Ніккі, коли у свій перший робочий день вона дізналася, що її начальник - той самий хлопець, Марк Хоффман. Марку і Ніккі належить їх перше спільне розслідування, але їм ніяк не обійтися без допомоги Рекса - головного детектива Відня.

## Виверти за стійкою
Бернард Бауманн і його сестра розбагатіли завдяки великій спадщині. Після того як будинок Бернарда обікрали, забравши гроші, кілька картин і антикварні годинники, а самого його вбили, у Марка, Ніккі і Рекса не залишається сумнівів, що в справі замішана сестра Бернарда. Але чи на правильному вони шляху?

## Вертикальна смерть
Пізно вночі кілька екстремалів вирішили в черговий раз ризикнути життям і забратися на стіну Віденської Ратуші. Один з хлопців зривається і розбивається на смерть. Почавши розслідування, Марк і Рекс виявляють, що ніхто зі свідків не хоче говорити.

## Свідок з чотирма лапами
Якось вночі молода жінка, Клаудія Фоглер, по дорозі додому підбирає безпритульну собаку. У будинку на неї хтось нападає і душить. Разом із собакою - єдиним свідком вбивства дівчини - Рекс намагається знайти вбивцю.

## Коли діти хочуть померти
Пізно вночі по цвинтарю прогулюється жінка в пошуках своєї подруги Сільвії. В цей же час Сільвія стає жертвою злочину. На наступний ранок Марк і Рекс прибувають на місце злочину, де з'ясовується, що одна з жінок покінчила життя самогубством, а інша була убита.

## До останньої кулі
Поліція організовує облаву на будинок нелегального торговця зброєю. Після того як чоловіка звільнили під заставу і він повернувся додому, у Відні знаходять труп одного з поліцейських, що брали участь в облаві.

## Гріхи мерців
Поліція розслідує вбивство ляльковика в театрі маріонеток. Незабаром після цього у Відні вбивають таксиста. На перший погляд здається, що у цих злочинів немає нічого спільного, поки Марк, Рекс і Нікі не з'ясовують, що в обох жертв був один і той же адвокат.

## Завжди помирає один
У газеті з'являється реклама з загадковими словами "Мистецтво вмирати" ("Ars Moriendi"). А в цей час група людей зустрічається в секретному місці, щоб зіграти в російську рулетку, де на кону - людське життя.

## Білявка, красуня, небіжчиця
У Відні орудує серійний маніяк. Як з'ясовують Марк, Ніккі і Рекс, своїх жертв він обирає за зовнішнім виглядом - ними стають тільки красиві блондинки. Поліція підозрює листоношу або кур'єра, але їм знадобиться нюх і кмітливість Рекса, щоб знайти вбивцю.

## З днем народження!
У Марка день народження, і Ніккі йде з роботи раніше, щоб прикрасити його квартиру і підготувати подарунок - тренажер. Але вдома у Марка на неї нападають і беруть в заручники. Тепер Рексу потрібно проникнути в будинок, щоб допомогти Ніккі, а Марку належить зрештою зізнатися їй у своїх почуттях.

## Любити вбивцю
ДНК-докази, виявлені на місці злочину, повинні збити з пантелику Ніккі і Марка і відвести підозру від справжнього вбивці. Перш ніж вони знайдуть винного, їм доведеться зіткнутися з іншим вбивством.

## Слава за будь-яку ціну
Папараці-любитель намагається сфотографувати знаменитість, але та відмовляє йому. Розлючений фотограф вбиває зірку пляшкою з-під шампанського. Через деякий час фотограф знову починає полювання на знаменитостей.

## Прокляття мумії
Віденський музей розміщує оголошення про найм на роботу асистента. Кандидат, молода людина, не підозрює, що його незабаром вб'ють і муміфікують. Його тіло співробітники музею хочуть продати на чорний ринок як єгипетську мумію і виручити за нього великі гроші. Якщо їм це вдасться, число жертв буде зростати.